# Solenopsis gensterblumi
Solenopsis gensterblumi (лат.) — вид мелких муравьёв рода Solenopsis из подсемейства Myrmicinae (Formicidae). Новый Свет.

## Распространение
Южная Америка: Аргентина, Бразилия.

## Описание
Мелкого размера муравьи желтовато-коричневого цвета; длина рабочих около 2 мм. Почти всё тело гладкое и блестящее, без поверхностной скульптуры или морщинок. Глаза состоят из 20—25 омматидиев. Длина головы рабочих (HL) 0,408 — 0,528 мм, ширина головы (HW) 0,300 — 0,468 мм. Усики рабочих 10-члениковые с 2-члениковой булавой. Длина скапуса усиков (SL) 0,282 — 0,360 мм. Заднегрудка округлая без проподеальных шипиков.
Стебелёк между грудкой и брюшком состоит из двух узловидных члеников (петиоль и постпетиоль).

## Систематика
Вид был впервые описан в 1901 году швейцарским мирмекологом Огюстом Форелем (Auguste-Henri Forel, 1848—1931) по типовым материалам из Бразилии, валидный статус подтверждён в 2013 году в ходе ревизии американскими энтомологами Хосе Пачеко и Уильямом МакКеем (Pacheco, Jose A. & Mackay, William P.). Вместе с видами S. andina, S. macrops, S. nigella, S. oculata, S. photophila, S. schilleri принадлежит к комплексу видов nigella species complex.